# 2025 en tennis
| Années du tennis : 2022 - 2023 - 2024 - 2025 - 2026 - 2027 - 2028    |
| Décennies du tennis : 1990 - 2000 - 2010 - 2020 - 2030 - 2040 - 2050 |

Cet article résume les faits marquants de l'année 2025 dans le monde du tennis.

## Résultats

### Tournois du Grand Chelem et Masters
- Open d'Australie (du 12 janvier 2025 au 26 janvier 2025)
- Tournoi de Roland-Garros (du 25 mai 2025 au 8 juin 2025)
- Tournoi de Wimbledon (du 30 juin 2025 au 13 juillet 2025)
- US Open (du 25 août 2025 au 7 septembre 2025)
- WTA Finals (du 1er novembre 2025 au 8 novembre 2025)
- ATP Finals (du 9 novembre 2025 au 16 novembre 2025)

| Tournoi GC       | Simple messieurs | Simple dames | Double messieurs                   | Double dames                       | Double mixte                   |
| ---------------- | ---------------- | ------------ | ---------------------------------- | ---------------------------------- | ------------------------------ |
| Open d'Australie | Jannik Sinner    | Madison Keys | Harri Heliövaara Henry Patten      | Kateřina Siniaková Taylor Townsend | Olivia Gadecki John Peers      |
| Roland-Garros    | Carlos Alcaraz   | Coco Gauff   | Marcel Granollers Horacio Zeballos | Sara Errani Jasmine Paolini        | Sara Errani Andrea Vavassori   |
| Wimbledon        | Jannik Sinner    | Iga Świątek  | Julian Cash Lloyd Glasspool        | Veronika Kudermetova Elise Mertens | Kateřina Siniaková Sem Verbeek |
| US Open          |                  |              |                                    |                                    |                                |
| Masters          |                  |              |                                    |                                    | -                              |

### Épreuves par équipes
- United Cup (du 27 décembre 2024 au 5 janvier 2025), remportée par les États-Unis
- Hopman Cup (du 16 au 20 juillet 2025), remportée par le Canada
- Coupe Billie Jean King (du 7 avril au 21 septembre 2025)
- Coupe Davis (du 30 janvier au 23 novembre 2025)

### Autres tournois
- Au deuxième échelon, l'ATP Challenger Tour 2025 et le Circuit féminin de l'ITF 2025
- Au troisième échelon, les tournois Future organisés par l'ITF

## Faits marquants

### Janvier
- 21 janvier : Novak Djokovic s'impose en quarts de finale de l'Open d'Australie (4-6, 6-4, 6-3, 6-4) face à Carlos Alcaraz et se qualifie pour sa 50e demi-finale en Grand Chelem[1].
- 25 janvier : Madison Keys remporte l'Open d'Australie, son 1er titre du Grand Chelem[2] en s'imposant face à la double tenante du titre et N°1 mondiale Aryna Sabalenka. Il s'agit de son 2e titre en 2025 et de son 10e en carrière. Elle devient seulement la 3e joueuse de l'ère Open à battre une n°1 mondiale en finale d'un Majeur, tout en étant classée au delà de la 10e place mondiale. Elle devient également la première joueuse à remporter un Grand Chelem en battant les deux premières mondiales dans le même tournoi depuis Svetlana Kuznetsova à Roland-Garros en 2009 (Serena Williams puis Dinara Safina).
- 26 janvier : Jannik Sinner conserve son titre à l'Open d'Australie face au N°2 mondial Alexander Zverev, toujours à la poursuite de sa première victoire dans un tournoi du Grand Chelem[3].

### Février
- 15 février : Amanda Anisimova remporte son plus beau titre à Doha. Elle vainc en finale Jeļena Ostapenko et remporte son troisième titre en carrière, le premier depuis trois ans et le plus prestigieux, un WTA 1000[4].

- 22 février : Mirra Andreeva remporte son 1er titre WTA 1000 en battant en finale Clara Tauson et devenant ainsi la plus jeune joueuse à remporter un WTA 1000[5]. Ce titre lui permet également d'intégrer le top 10 pour la première fois de sa carrière.

### Mars
- 16 mars : Mirra Andreeva remporte à Indian Wells son 2e titre WTA 1000[6] consécutif en battant en finale la n°1 mondiale, la Biélorusse Aryna Sabalenka. Elle grimpe au sixième rang à l'issue du tournoi. Chez les hommes, Jack Draper remporte  le tournoi en s’imposant en finale face au Danois Holger Rune[7]. Il remporte ainsi son 3e titre en carrière et son 1er titre dans la catégorie Masters 1000. Ce titre lui permet d’intégrer le top 10 du classement mondial pour la première fois de sa carrière et atteindre la 7e place mondiale.
- 29 mars : Aryna Sabalenka remporte le tournoi de Miami[8] en battant en finale Jessica Pegula. Il s'agit de son 19e titre en carrière, le 8e en WTA 1000.
- 31 mars : Jakub Menšík remporte le 1er titre de sa carrière à Miami[9] en disposant en finale de Novak Djokovic. A 19 ans, il devient l'un des 6 joueurs à remporter un Masters 1000 avant leur 20 ans et est le 3e Tchèque à s’imposer en Floride après Ivan Lendl (1986, 1989) et Miloslav Mečíř (1987). Il prive ainsi le serbe d'un 100e titre ATP.

### Avril
- 13 avril : Carlos Alcaraz gagne pour la première fois le Masters 1000 de Monte-Carlo[10] en s'imposant en finale 3-6, 6-1, 6-0 face à Lorenzo Musetti diminué en fin de match par une blessure à la cuisse droite.

### Mai
- 3 mai : pour sa 3e finale consécutive à Madrid (une première dans l'histoire du tournoi madrilène), Aryna Sabalenka remporte le titre[11] pour la troisième fois de sa carrière en battant en finale l'Américaine Coco Gauff. Il s'agit de son 20e titre en carrière, le 9e en WTA 1000.
- 4 mai : Casper Ruud remporte le tournoi chez les hommes[12] en dominant en finale Jack Draper. Il s'agit de son 13e titre en carrière, son 1er M1000 et son 12e titre sur terre battue. Il devient le premier Norvégien à inscrire son nom au palmarès du tournoi madrilène.
- 18 mai : Jasmine Paolini remporte le titre à Rome[13] en battant l'Américaine Coco Gauff. Elle devient la première joueuse italienne à remporter le titre depuis Raffaella Reggi en 1985. L'Italienne remporte son 3e titre en carrière, le 2e en WTA 1000. Chez les hommes, Carlos Alcaraz remporte le titre en simple en s'imposant en finale face à l'Italien Jannik Sinner[14],[15]. Il s'agit de son 19e titre ATP en simple, le 3e en 2025 et le 7e dans la catégorie Masters 1000. A 22 ans, il devient le 2e plus jeune joueur de l’histoire à remporter les quatre principaux titres sur terre battue — les trois Masters 1000 sur cette surface ainsi que Roland-Garros — derrière Rafael Nadal.

### Juin
- 7 juin : Coco Gauff  remporte Roland-Garros en battant en finale Aryna Sabalenka après un match de 2 h 40 (6-7, 6-2, 6-4)[16],[17].
- 8 juin : au terme de la finale la plus longue de l'histoire de Roland-Garros (5 h 29)[18], Carlos Alcaraz conserve son titre en battant le numéro 1 mondial Jannik Sinner (4-6, 6-7, 6-4, 7-6, 7-6)[19].

### Juillet
- 12 juillet : Iga  Świątek s’impose en finale de Wimbledon[20] contre Amanda Anisimova, 6-0 6-0. Elle remporte ainsi le sixième titre en Grand Chelem de sa carrière, le premier à Wimbledon. Ce score de 6-0, 6-0 est le 2e de l'ère Open en finale de Grand Chelem[21], 37 ans après Steffi Graf à Roland-Garros.
- 13 juillet : Jannik Sinner domine en finale[22] Carlos Alcaraz (4-6, 6-4, 6-4, 6-4). Il gagne ainsi son premier titre à Wimbledon et son quatrième en Grand Chelem.
- 20 juillet : le Canada remporte la Hopman Cup pour la 1re fois de son histoire[23],[24] en battant en finale l'Italie, hôte de la compétition.

### Août
- 7 août : Victoria Mboko remporte son premier titre WTA au tournoi WTA 1000 de Montréal en battant Naomi Osaka en finale. Auparavant, elle avait notamment éliminé Sofia Kenin, Coco Gauff et Elena Rybakina. Chez les hommes, Ben Shelton remporte son 1er M1000 en carrière à Toronto en venant à bout de Karen Khachanov. Il remporte son 3e titre en carrière et devient le 10e Américain à triompher à l'Open du Canada dans l'ère Open, le premier depuis Andy Roddick en 2003.